# Artur Mykyrtczian (piłkarz)
Artur Mykyrtczian (orm.: Արթուր Մկրտչյան, ur. 9 września 1973 w Erywaniu) – ormiański piłkarz występujący na pozycji obrońcy.

## Kariera klubowa
Mykyrtczian karierę rozpoczynał w 1991 roku w Nairicie Erywań, grającym w czwartej lidze radzieckiej. W 1992 roku rozpoczął z nim występy w pierwszej lidze ormiańskiej. W 1995 roku przeszedł do także pierwszoligowego Homenetmenu Erywań, jednak jeszcze w tym samym roku odszedł stamtąd do drugoligowego Piunika Erywań. W sezonie 1995 awansował z nim do pierwszej ligi, a w sezonie 1996/1997 zdobył mistrzostwo Armenii.
W 1998 roku Mykyrtczian został zawodnikiem rosyjskiego Torpedo Moskwa, grającego w pierwszej lidze. Po sezonie 1998 odszedł do Krylji Sowietow Samara, występującej w tej samej lidze. Spędził tam sezon 1999, a następnie wrócił do Armenii, gdzie w 2000 roku grał w Mice Asztarak i Araksie Ararat, z którym wywalczył mistrzostwo Armenii.
W latach 2001–2004 Mykyrtczian ponownie występował w Piuniku Erywań i trzy razy zdobył z nim mistrzostwo Armenii (2001, 2002, 2003), a także raz Puchar Armenii (2002). W 2004 roku przeniósł się do białoruskiej Darydy Miński rejon, gdzie w tym samym roku zakończył karierę.

## Kariera reprezentacyjna
W reprezentacji Armenii Bilibio zadebiutował 7 czerwca 2002 w wygranym 2:0 towarzyskim meczu z Andorą. W latach 2002–2003 w drużynie narodowej rozegrał 10 spotkań.